# F.50 (航空機)
ファルマン F.50 (Farman F.50) は、第一次世界大戦の末期にフランスのファルマン社によって開発された重爆撃機である（同名の飛行艇が存在するが、ここでは陸上機について述べる）。フランス初の本格的な重爆撃機だったが、初飛行は1918年で部隊への配備が第一次世界大戦に間に合った機体は少なかった。
日本陸軍では1921年（大正10年）フランス軍が使用した中古の機体を購入したが、これが陸軍初の制式重爆撃機となった。

## 概要

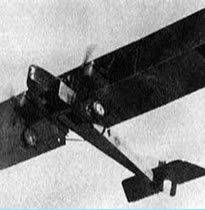
ファルマン F.50

第一次世界大戦の後期になると各国が多発の重爆撃機を開発していたが、フランスでもファルマン社が1918年に双発の重爆撃機F.50を開発した。長大な主翼を持つ複葉の双発機で、エンジンナセルは上翼と下翼の間に設置されていた。角型の胴体の機首部分に開放式の操縦席があり、爆弾は胴体と主翼の下面に懸架した。フランス空軍ではすぐに部隊配備を始めたが、数機が夜間爆撃機として部隊配備されたに過ぎず、大戦中に戦果をあげることはできなかった。生産開始間もなく終戦を迎えたため、生産機数は100機に満たなかった。戦後、フランス空軍で利用した機体は1922年頃に退役したが、民間の旅客機として利用された型は1920年代後半まで使用されていた。フランス以外では、日本とメキシコに輸出された。

## 日本での運用
本格的な双発大型爆撃機を要望していた日本陸軍は、当時配備されていた多くの機体の供与元であるフランスで機体を調達することにした。しかし、その頃のフランスには新規開発中だったファルマンF.60旅客機の改造爆撃機以外に適当な機種がなかったため、やむを得ずフランス軍で使用したF.50の中古の機体をF.60配備までの繋ぎとして使用することにした。
1921年（大正10年）に5機の機体を購入し（実際に導入されたのは1機だけだったとする資料もある）陸軍航空学校に配備し、同年12月に丁式一型爆撃機と名づけられた。しかし、性能的には見るべきものはなく、またフランス軍の中古の機体だったことによる機体各部の磨耗が激しかったことから、F.60を基にした丁式二型爆撃機が配備されるようになると本機は早々に退役した。

## スペック
- 全長：10.92 m
- 全幅：22.35 m
- 全高：3.60 m
- 全備重量：3,116 kg
- エンジン：ルローン8Db 275 hp×2
- 最大速度：151 km/h
- 航続距離：420 km
- 武装
  - 爆弾　400kg
  - 7.5mm機銃×2
- 乗員:2～4名